# Jezero (Čaglin)
Jezero is een plaats in de gemeente Čaglin in de Kroatische provincie Požega-Slavonië. De plaats telt 13 inwoners (2001).